# Grammofonfebern
Grammofonfebern (finska: Gramofonikuume) kallas det tillstånd som rådde på den finska skivmarknaden 1929 och som innebar en markant ökning av skivförsäljningen. Totalt såldes över en miljon grammofonskivor och febern sammanföll i tid med att den finska schlagern föddes, vilket innebar ökad försäljning av de mest populära singlarna.

## Bakgrund

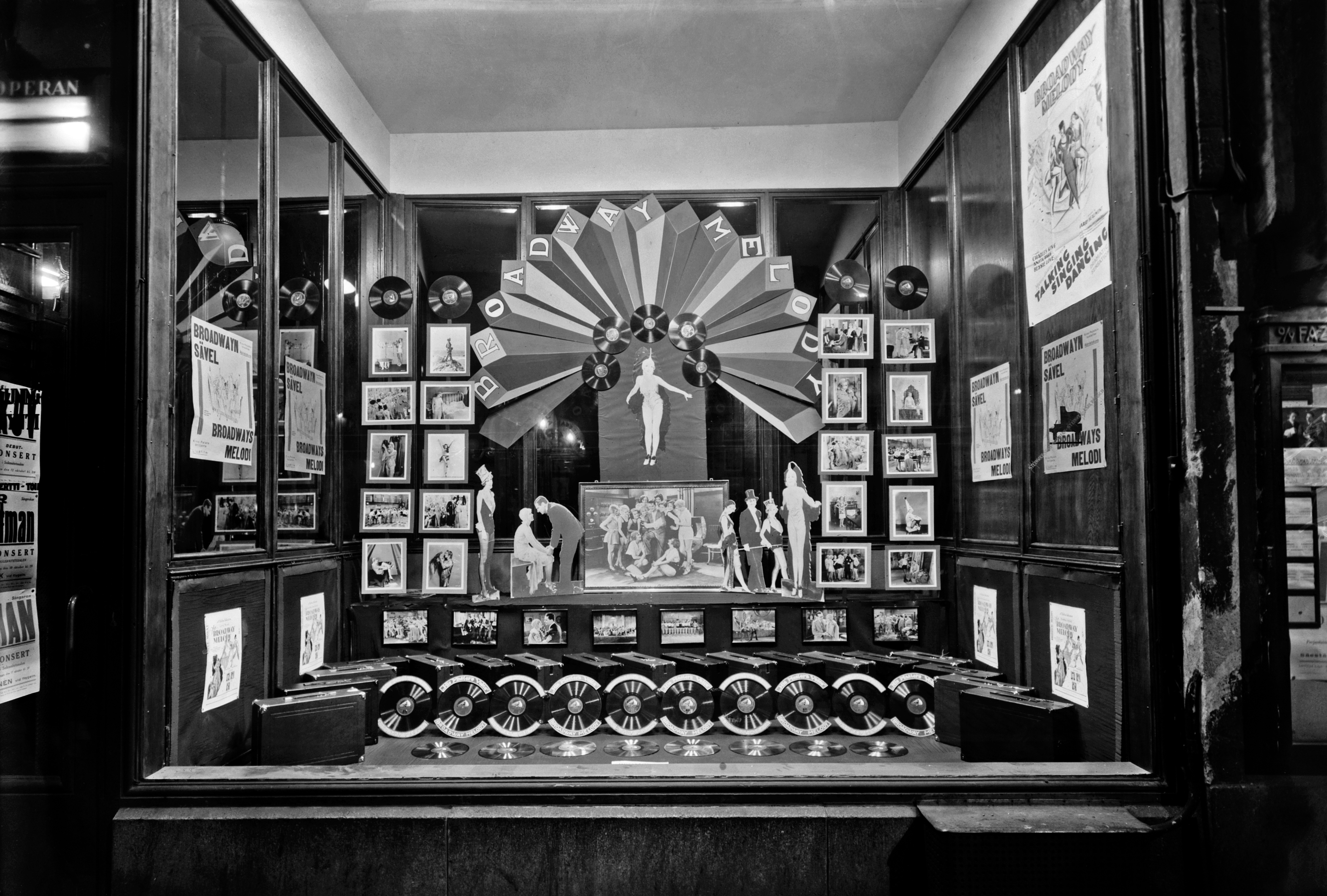
Ett av skyltfönstren i Fazers musikhandel på Alexandersgatan i Helsingfors 1929, med exponering av grammofonskivor från musikalfilmen Broadways melodi.
Foto: Hugo Sundström 1929.

Efter att de första finska skivinspelningarna gjordes 1901 dominerades skivmarknaden av tre utländska bolag; amerikanska Columbia, brittiska Gramophone Company (senare His Master's Voice) och tyska Carl Lindström Company. Från början spelades skivorna in i Finland, men på 1920-talet förflyttades verksamheten till bolagens respektive städer, såsom London, Riga, Berlin och Stockholm. Genom att tekniken utvecklades mot slutet av 1920-talet och den elektriska mikrofonen gjorde sin debut 1926, höjdes kvaliteten på inspelningarna. Dessutom gjorde uppfinnandet av resegrammofonen hela musikspelandet behändigare och när Finland 1929 slopade tullavgifterna för skivor och grammofoner nådde försäljningen rekordhöjder. Vid 1920-talets början var tullavgifterna så pass höga att det förekom omfattande smuggling av grammofoner och skivor från Estland, men i takt med att avgifterna successivt minskade ökade den legala införskaffningen; bara mellan 1925 och 1929 såldes 1,2 miljoner skivor, varav över en miljon det sista året.
På 1920-talet förlorade de amerikanska och brittiska bolagen sitt tidigare stora inflytande över den finska musikmarknaden. I stället blev det de tyska skivmärkena Odeon, Parlophon och Homocord som fick större makt och dessa representerades i Finland av företag som Pohjoismainen Sähkö Oy (PSO) och dess chef Oskar Rokkanen. Homocord blev det mäktigaste av de tyska bolagen och bolaget var den i särklass största återförsäljaren av skivor, grammofoner, nothäften och sångböcker till musikaffärerna. Inspelningarna för Homocord gjordes i Berlin 1929–1931, vilket innebar att så gott som all finsk schlager spelades in i Tyskland och utgavs av tyska bolag. Endast His Master's Voice i Gammelstaden var det enda aktiva icke-tyska skivbolaget som ännu verkade i Finland. När börskraschen medförde ekonomiska problem i Tyskland bröts de tyska bolagens makt och Homocord gjorde konkurs. I det läget blev His Master's Voice, som i Finland representerades av musikbolaget Musiikki-Fazer, allt viktigare för musikmarknaden och omsider bildades inhemska skivbolag i Finland. De kanske främsta finska artisterna som 1929 inbjöds till Homocords inspelningsstudio i Berlin var Theodor Weissman och Aapo Similä och dessa återkom på hösten 1930 när Homocord ånyo gjorde en stor satsning på finsk musik.
Samtidigt som skivförsäljningen nådde sin kulmen kom schlagern till Finland och denna musikstil som länge förekommit i utlandet var mycket eftertraktad av den finska publiken. Jazz, tango, foxtrot och charleston var genrer som nu anammades. De mest populära schlagerskivorna såldes som singlar, det vill säga som grammofonskivor utan B-sida, och till dessa hörde Georg Malmsténs Särkynyt onni ("Bruten lycka"), Ture Aras Emma och Asfalttikukka ("Asfaltblomman") samt Suomi Jazz Orkesteris Puuseppä ("Snickaren"). Samtliga stora hitar sålde uppemot 20 000 exemplar vardera, vilket var mycket i dåtida måttsätt. Andra skivor som sålde bra under febern var Matti Jurvas Hawaiin yö ("Hawaiis natt") , Cowboyn lähtölaulu ("Cowboyens avskedssång") och Alla venäläisen kuun ("Under den ryska månen"), Rafael Ramstedts Kannibaalien joukossa ("Bland kannibalerna") och Theodor Weissmans Linnunrata (översättning av Jules Sylvains "Vintergatan").
Även finska artister i USA sålde bra i hemlandet och den mest framgångsrike av de amerikafinska artisterna var Leo Kauppi, som redan 1927 nådde framgång med skivan Meren aallot ("Havets vågor"), som nådde Finland 1928 och sålde i över 30 000 exemplar. Skivan anses vara den första stora skivframgången i Finland och räknas även på vissa håll som landets första schlager innan grammofonfeberns dagar.
Grammofonfebern avtog i samband med den stora depressionens efterverkningar i början av 1930-talet, men det var först kring 1936 som den massiva försäljningen minskade. Efter några år kom dock försäljningen igång igen och höll höga nivåer ända fram till 1970-talet.